# Evaniella clara
Evaniella clara är en stekelart som först beskrevs av Theodore Henry Frison 1922.  Evaniella clara ingår i släktet Evaniella och familjen hungersteklar. Inga underarter finns listade i Catalogue of Life.